# 姚思源
姚思源（1925年—），男，山西人，中国音乐教育家、音乐理论家、作曲家，曾任中国音乐家协会理事。